# ماریلوند

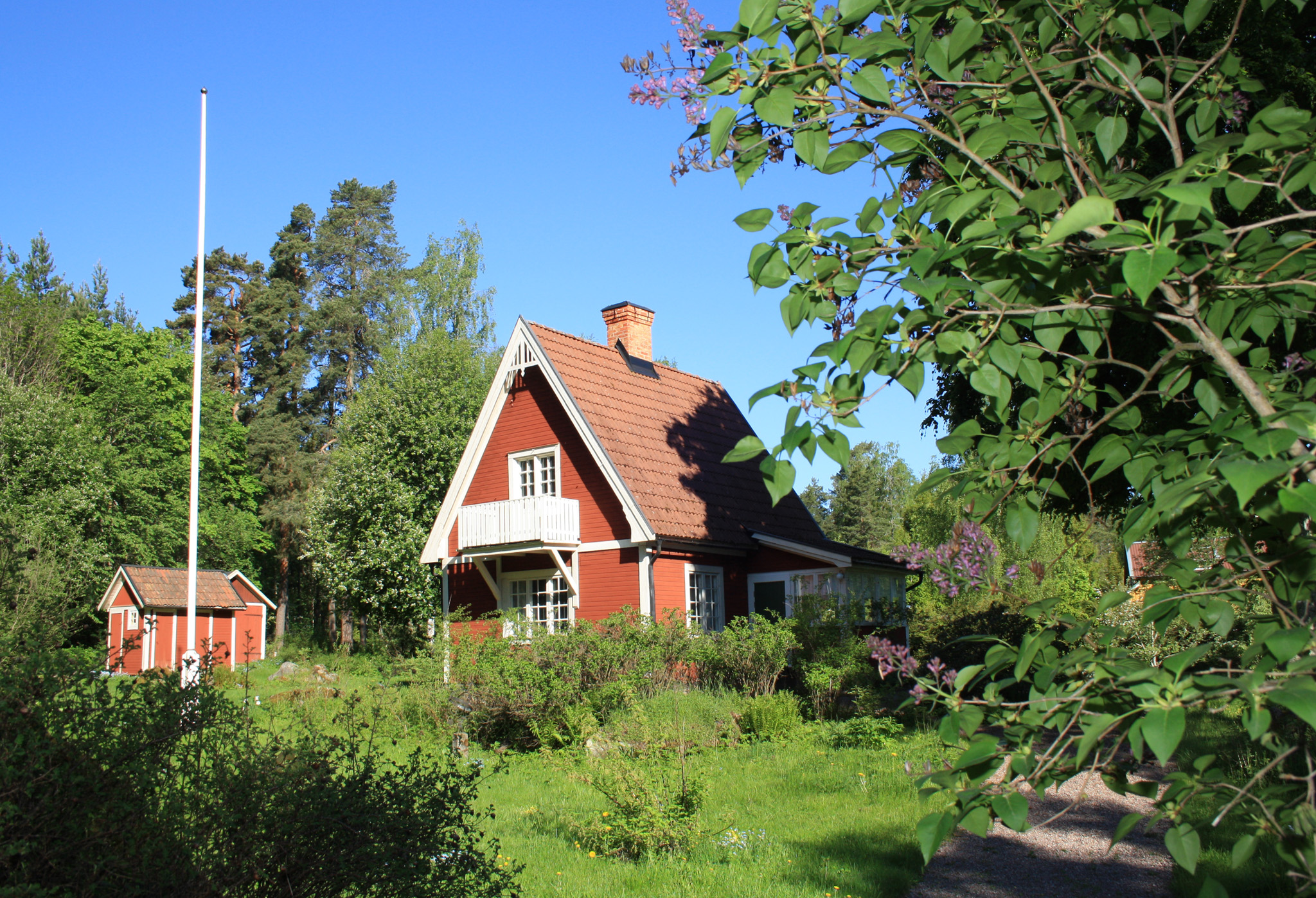
این کلبه تابستانی در ماریلوند مؤلفه‌هایی از سبک آرنووُ و سبک ملی رُمانتیک را داراست.

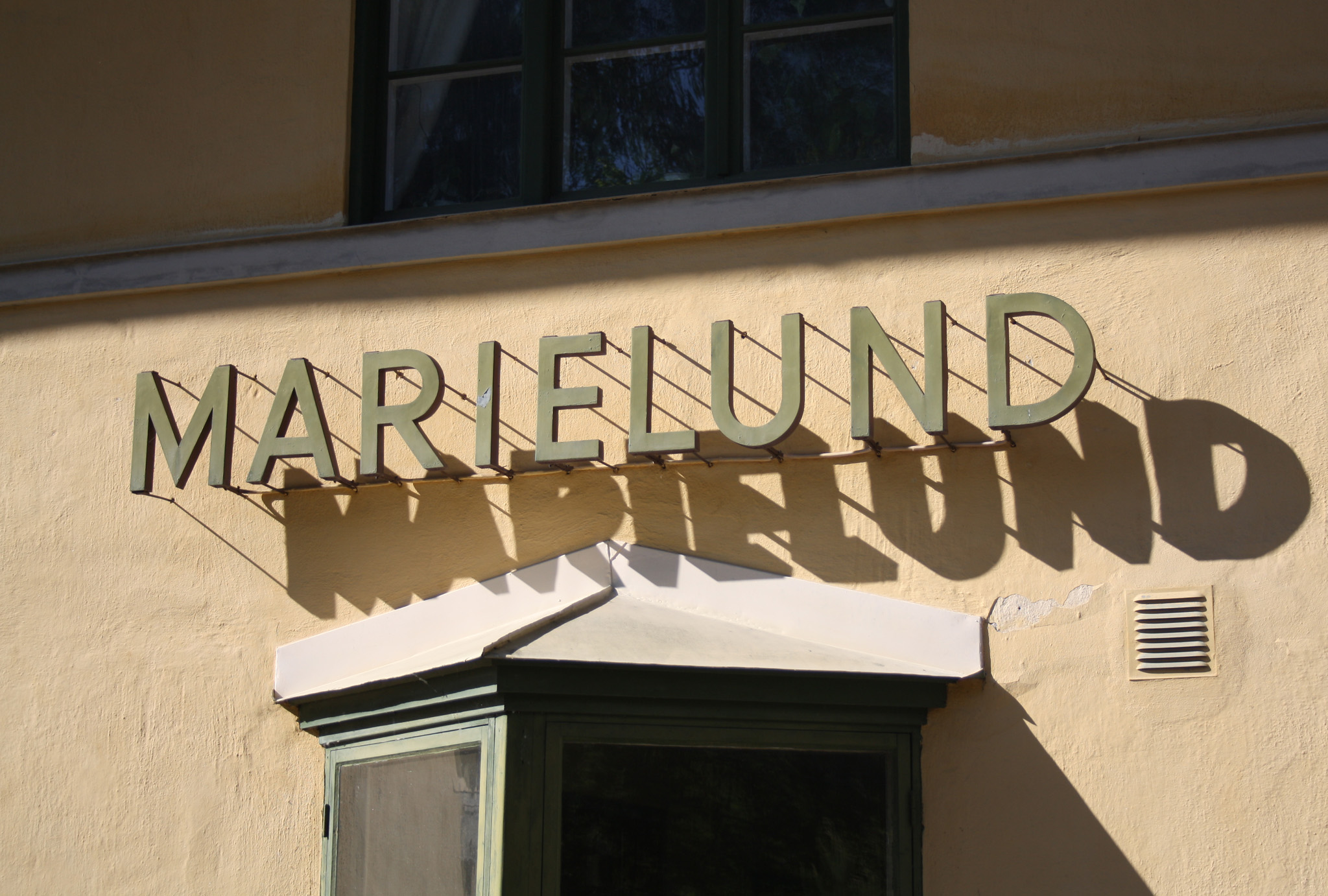
علامت ایستگاه راه‌آهن ماریلوند در نمای بیرونی آن

ماریلوند (سوئدی: Marielund, Uppsala) نام یک روستا در شهرستان اوپسالا در کشور سوئد است.
این روستا در ۵۹ کیلومتری شمال استکهلم و ۱۴ کیلومتری شرق اوپسالا واقع شده و یک خانهٔ چوبی تاریخی در سبک آرنووُ و سبک ملی رُمانتیک دارد. خانه‌های این روستا در اندازه‌های مختلف و اغلب مابین سال‌های ۱۸۹۰ تا ۱۹۳۰ ساخته شده‌اند.